# سیاهرگ‌های شرمگاهی درونی
سیاهرگ‌های شرمگاهی درونی (انگلیسی: Internal pudendal veins) یک جفت سیاهرگ در لگن خاصره هستند.
سیاهرگ شرمگاهی درونی مسیر سرخرگ شرمگاهی درونی را طی می‌کند؛ به سیاهرگ تهیگاهی (iliac) درونی می‌ریزد.